# مارس آرغو
بريتاني أسكندريا شيتس، المعروفة باسم مارس أرغو، مغنية وكاتب أغاني وممثلة ومصورة وشخصية إنترنت أمريكية. وهي معروفة بشكل بارز لتصويرها شخصيات خيالية على موقع يوتيوب.

## الروابط الخارجية
- مارس آرغو على موقع IMDb (الإنجليزية)
- مارس آرغو على موقع ميوزك برينز (الإنجليزية)
- مارس آرغو على موقع ميوزك برينز (الإنجليزية)
- الموقع الرسمي
[وصلة مكسورة]
- Brittany Sheets في قاعدة بيانات الأفلام على الإنترنت
- Mars Argo في قاعدة بيانات الأفلام على الإنترنت